# Masao Gózu
Masao Gózu (郷津 雅夫, Gōzu Masao, ごうづ まさお, * 1946) je japonský fotograf a sochař, který pracuje v New Yorku a okolí.

## Životopis
Gózu se narodil v prefektuře Nagano v roce 1946 a do roku 1970 navštěvoval Toyo Institute of Art and Design (Tójó Bidžucu Senmon Gakkó). Následující rok se přestěhoval do New Yorku, kde studoval a v roce 1973 absolvoval uměleckou školu Brooklyn Museum Art School. Tam fotografoval lidi, kteří se dívali z oken. Tyto fotografie jsou pečlivě zhotoveny, s korekcí perspektivy. V roce 1980 představili jeho první samostatnou výstavu v O. K. Harris Works of Art. Druhá série (1976–1981) je pohled s přesně fixovaným rámováním do okna Harry's Bar (později přejmenovaného na Harold's Bar). Třetí sérií je „264“, identicky zarámovaných pohledů na 264 Bowery, obsazené posloupností posloupnost nemajetných a opuštěných.
Gózuova práce byla vystavena v salonu Ginza Nikon a také v galeriích v New Yorku. Vyhrál 10. cenu Nobua Iny.
V prosinci 1990 vyhrál Le prix special du jury, Mois de la photo 90, Paříž.
Zatímco Gózu nadále vystavuje své fotografie v Japonsku, Evropě a Spojených státech, od roku 1984 také rekonstruuje okna ze starých budov. Vidí to jako vyvíjející se aspekt stejné estetiky jako jeho fotografie. Zatímco jeho fotografie často používala okna jako rámování, se svými sochami posunul tuto myšlenku ještě o krok dále, když se jeho námětem stalo samotné okno.

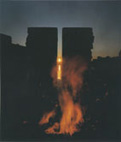
Požár, 1988

V roce 1988 Gózu poprvé vystavil sochy i fotografie v O. K. Harris Gallery v New Yorku. Fotografoval své sochy instalované na různých místech v Brooklynu, Queensu a New Jersey. Každý z pěti obrazů představoval součást Go Dai (buddhistický koncept pěti prvků, které formují fyzický svět). Patří mezi ně Moře, Slunce, Vlny, Oheň a Oblaka. Okna byla umístěna na konkrétním místě v určitém ročním období, takže fotografie oken odrážely slunce mezi Dvojčaty Světového obchodního centra. Tyto kompozice vyjadřují symbol Niten (dvou bohů). Slunce se stalo součástí sbírky soch K & B Plaza v New Orleans a později bylo přesunuto do muzea v New Orleans. Cloud se stal součástí sbírky soch Martina Marguilese na Floridě.
Gózu pokračuje v práci na této scéně a měl řadu výstav v O. K. Harris v New Yorku a jinde. Mezi nejvýznamnější z těchto výstav patří:
- Seven Reconstructed Facades, únor, 1991
- Eleven Reconstructed Windows (The 25th St. Series, 1992), září, 1993
- Reconstructed Facades (276 W. 118th St., New York, NY), leden, 1996
- Reconstructed Facades (23-25 W. 137th St., New York, NY), leden, 1999
- Reconstruction—Black and Red, leden, 2005
- Stream (Pond Eddy, NY), březen, 2009

## Publikace
- In New York (Feb. 1971–Nov. 1980). 1981. Vlastní vydání.
- In New York (Feb. 1971–Dec. 1984). 1985. Vlastní vydání.
- In New York (Feb. 1971–Apr. 1990). 1990. Vlastní vydání.
- New York. Tokyo: Advertise Communication, 1990. ASIN B0040UPXF8. Popisky (místo a čas) v angličtině, texty Ivana Karpa a Kótaróa Iizawy v japonštině a angličtině.

## Galerie

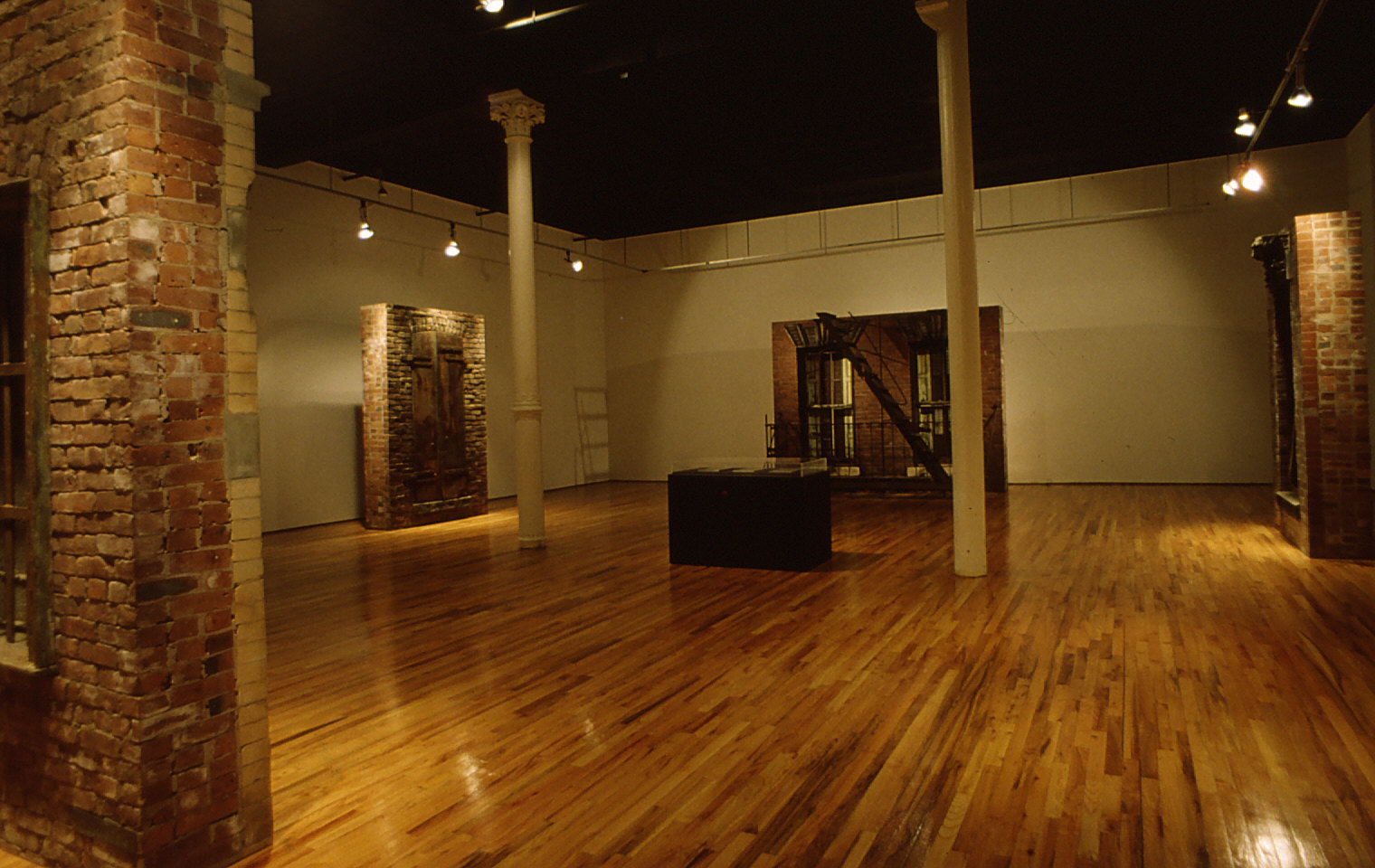
"Seven Reconstructed Facades (únor 1991)"
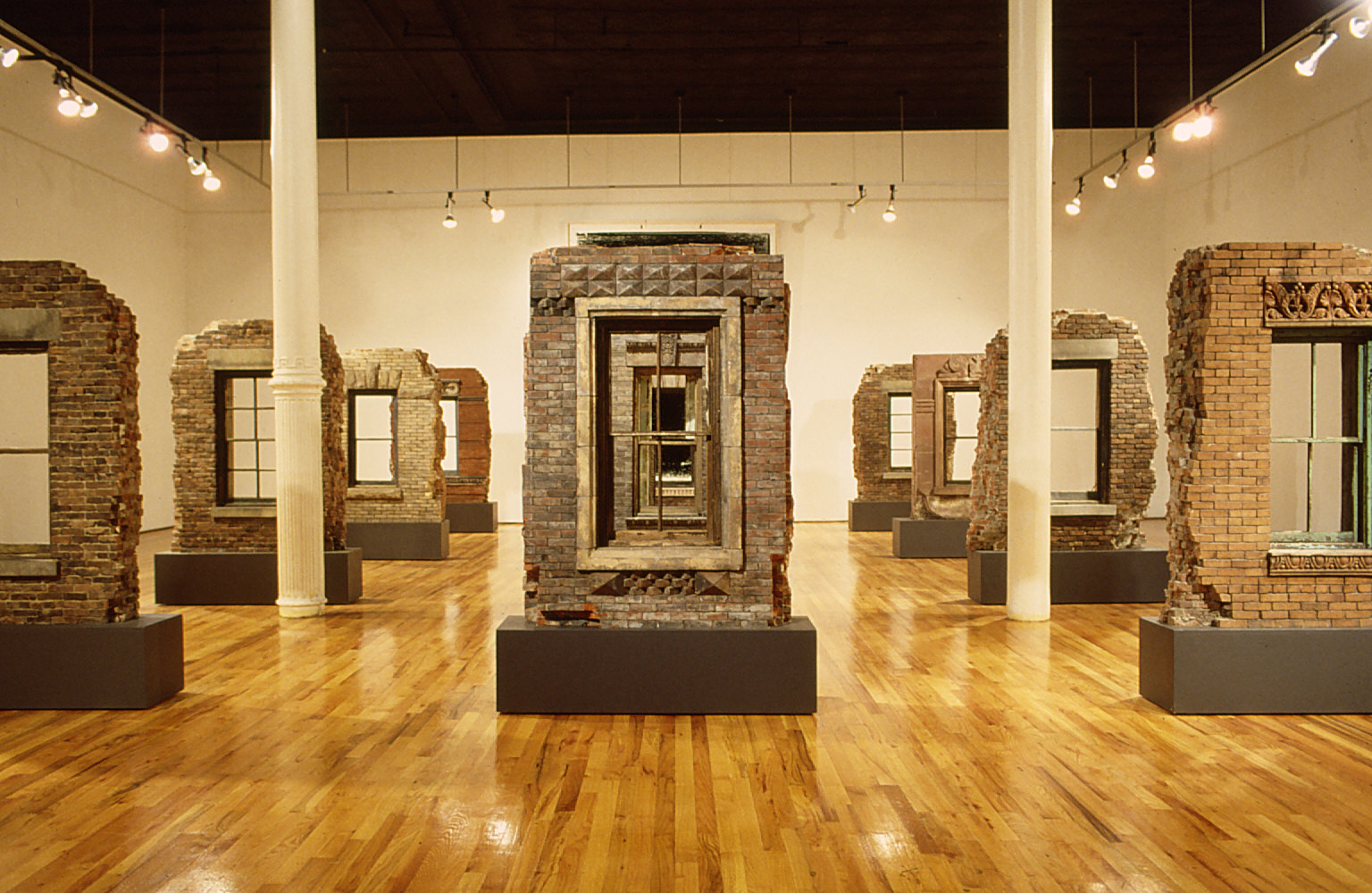
"Eleven Reconstructed Windows: The 25th St. Series, 1992 (září 1993)"
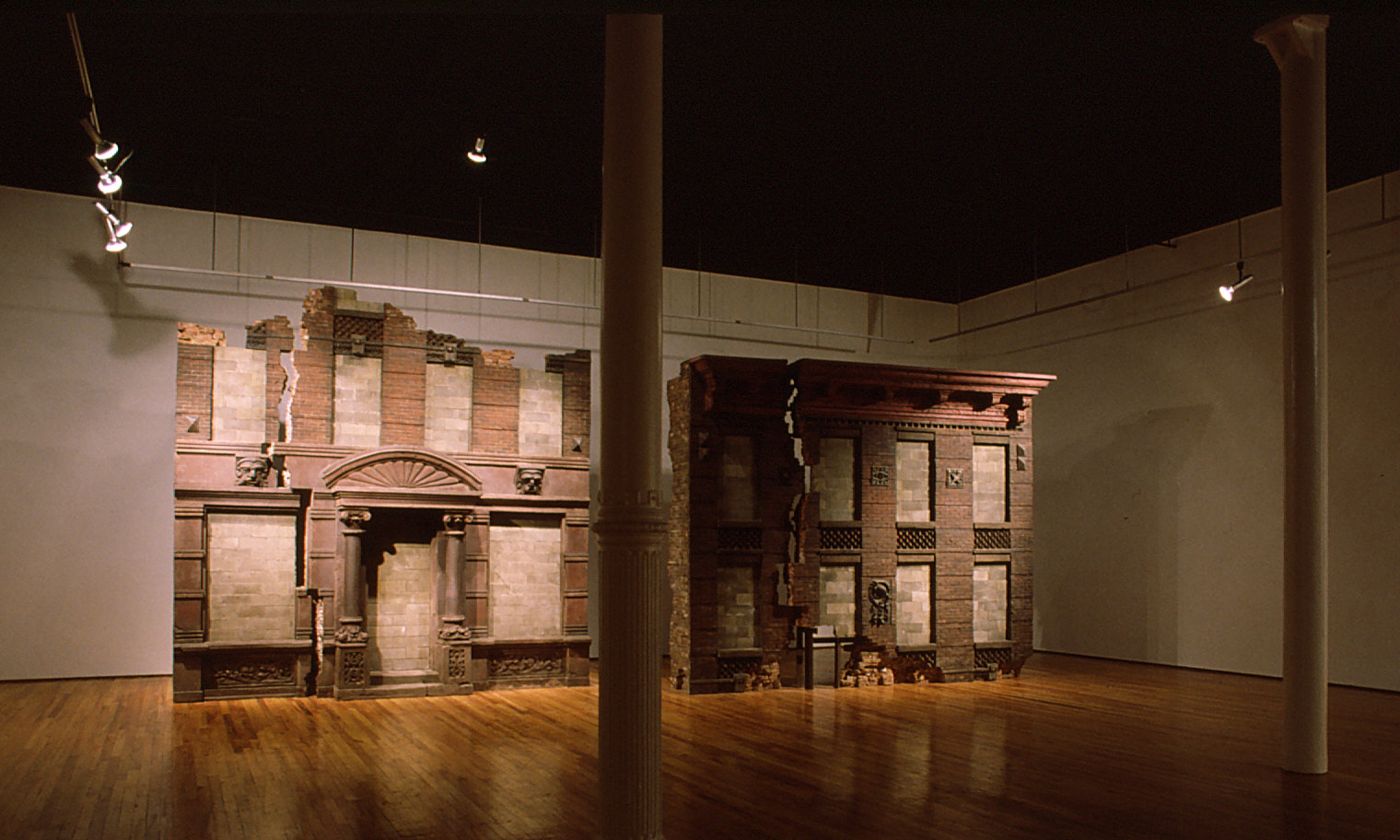
"Reconstructed Facades: 276 W. 118th St., New York, NY (leden 1996)"
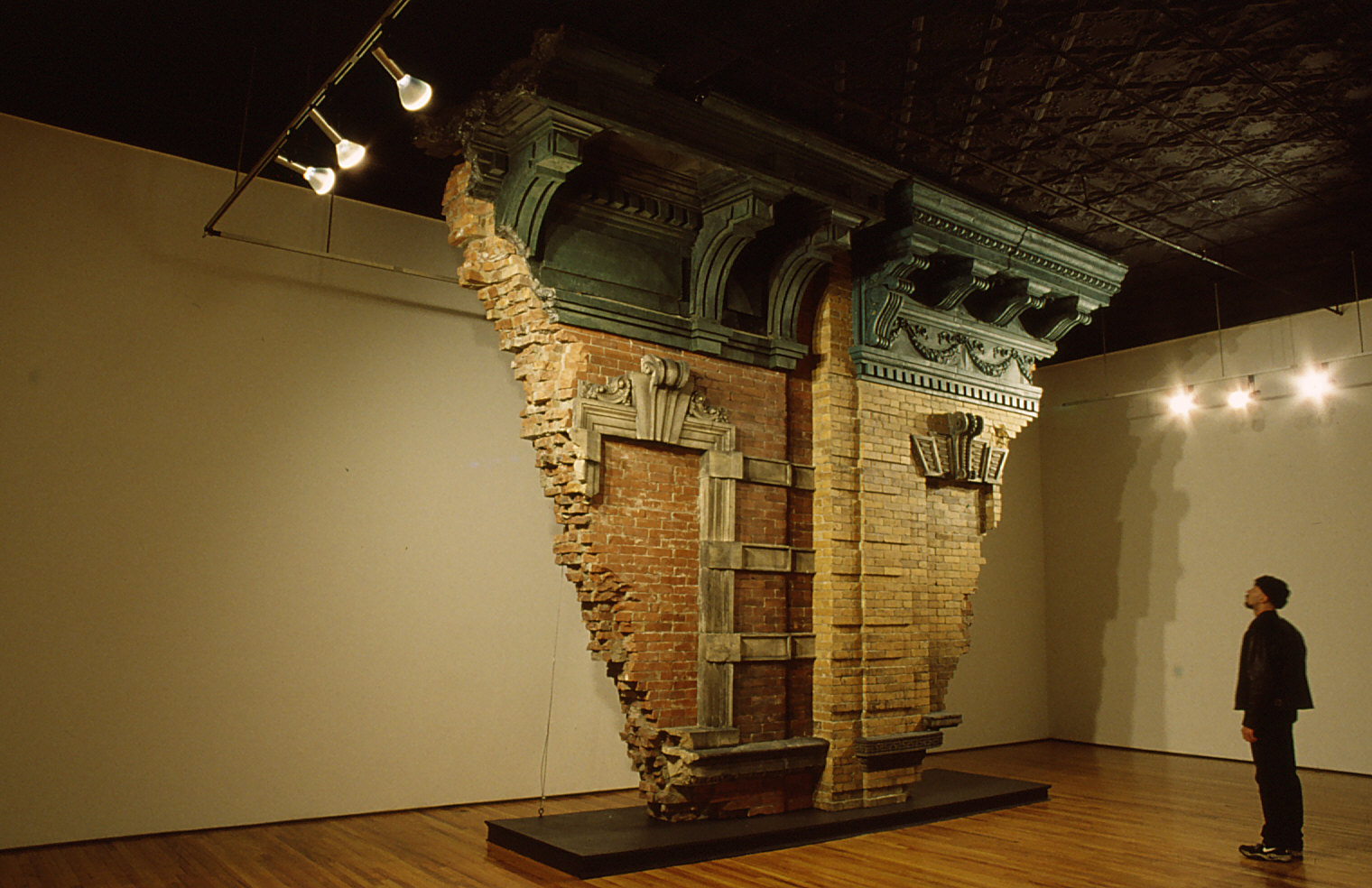
"Reconstructed Facades: 23-25 W. 137th St., New York, NY (leden 1999)"
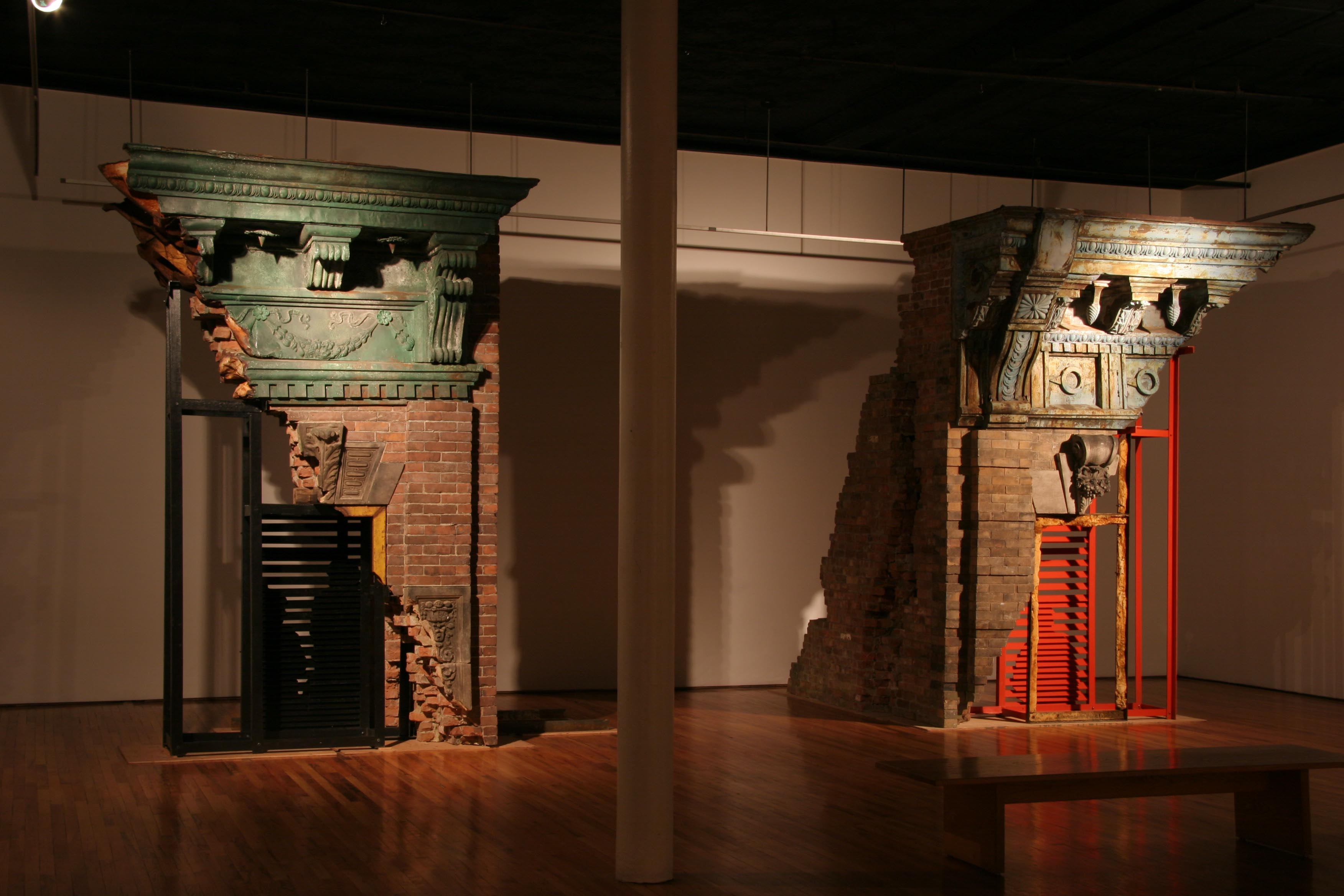
"Reconstruction—Black and Red (leden 2005)"
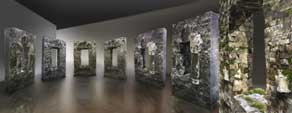
"Stream: Pond Eddy, NY (březen 2009)"